# Лепеткино
Лепеткино (мар. Лапсола — «деревня у низины») — деревня в Горномарийском районе Марий Эл Российской Федерации. Входит в состав Виловатовского сельского поселения.
Численность населения — 78 чел. (2010 год).

## География
Располагается в 3 км от административного центра сельского поселения — села Виловатово, на правом берегу реки Большая Сундырка.

## История
Впервые упоминается в 1795 году как выселок Лепетов из деревни Виноватый Враг. В 1920-е годы здесь было создано садово-огородническое товарищество «Соты пичы» («Светлый сад»). При деревне в 1922 году имелась ветряная мельница. В конце 1932 года в деревне был создан колхоз «Вторая пятилетка».

## Население
| 2002 | 2010 |
| ---- | ---- |
| 74   | ↗78  |

## Описание
В деревне имеется водопровод, дома газифицированы.